# Oblimersen
Oblimersen (INN) – organiczny związek chemiczny będący lekiem do terapii antysensowej czerniaka. Został on opracowany przez firmę Genta Development Limited.
Oblimersen stanowi antysensowy oligonukleotyd pierwszej generacji i posiada internukleotydowe grupy tiofosforanowe w znacznym stopniu ograniczające jego hydrolizę enzymatyczną. Przyłącza się specyficznie do komplementarnej sekwencji mRNA odpowiedzialnego za syntezę białka Bcl-2. Powstała hybryda DNA-RNA aktywuje rybonukleazę H (endonukleazę), hydrolizującą nić mRNA i hamującą w ten sposób wytwarzanie białka.
Ze względu na brak poprawy wskaźników przeżycia wśród pacjentów otrzymujących oblimersen (pod nazwą handlową Genasense) podczas eksperymentów klinicznych Komitet do spraw Produktów Leczniczych Stosowanych u Ludzi (CHMP) Europejskiej Agencji Leków zalecił odmowę wydania pozwolenia na wprowadzenie oblimersenu do obrotu.
Sekwencja nukleotydów w oblimersenie jest następująca: 5′-TPSCPSTPSCPSCPSCPSAPSGPSCPSGPSTPSGPSCPSGPSCPSCPSAPST-3′ (PS jest resztą tiofosforanową).